# Castello Dondena Bagnoli
Das Castello Dondena Bagnoli ist eine neumittelalterliche Burg in Iano, einem Ortsteil von Scandiano in der italienischen Region Emilia-Romagna. Sie liegt an der Strada Provinciale 7.

## Geschichte und Beschreibung
Den Komplex ließen die Bagnoli in der zweiten Hälfte des 19. Jahrhunderts im Stil des Historismus errichten. Man kann zwei Gebäude unterscheiden, eines ist eher rustikal, während der eigentliche Palast etwa 100 Meter davon entfernt steht. Es gibt dort darüber hinaus einen Turm mit quadratischem Grundriss, der an das Wohngebäude angebaut und mit Zinnen gekrönt ist, ein Ecktürmchen und einen zweiten, runden Turm für die Dienerschaft. Im Inneren der Gebäude sind Fresken von Augusto Mussini und Cirillo Manicardi erhalten. Nach den Bagnoli fiel die Burg an die Dondena, die Del Pozzo, die Ferrarini und schließlich an die Familie Giacobazzi aus Formigine.